# Orsha (Tver)
Orsha (ruso: О́рша) es un asentamiento de tipo urbano de Rusia perteneciente al raión de Kalinin de la óblast de Tver.
En 2021, el asentamiento tenía una población de 1974 habitantes.
Se ubica unos 10 km al este de la capital regional Tver.

## Historia
El asentamiento fue fundado por la Unión Soviética en 1955, como un poblado minero dedicado a la extracción de turba, que además albergó una fábrica de lámparas. Adoptó estatus de asentamiento de tipo urbano en 1974. Se diseñó como una gran localidad planificada de bloques de pisos, pero la producción de turba no llegó más allá del siglo XX; debido a ello, en el siglo XXI ha pasado a ser una típica área periférica de la capital regional, y muchas calles construidas pero vacías han pasado a ser áreas caóticas de viviendas unifamiliares dispersas entre caminos de bosque.